# Lista localităților din provincia Kilis

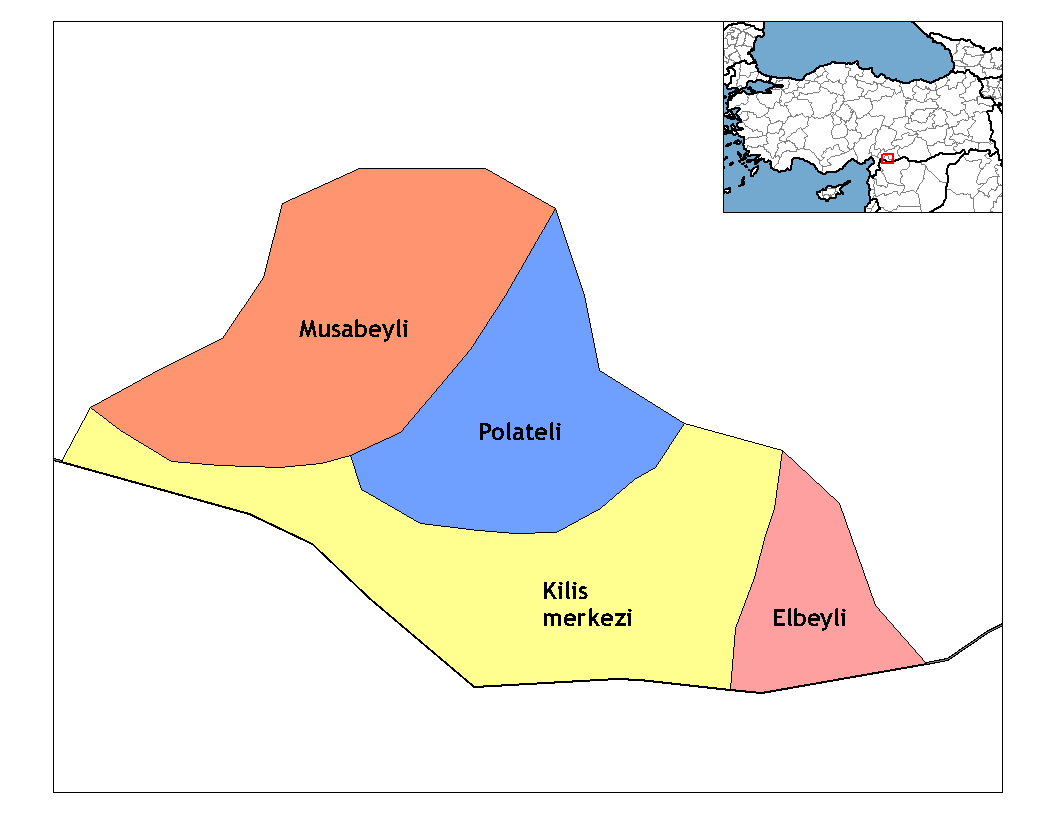
Provincia Kilis

Aceasta este lista localităților din Provincia Kilis, Turcia, după districte. În secțiunile de mai jos, prima localitate din fiecare listă este centrul administrativ al districtului.

## Kilis
- Kilis
- Acar, Kilis
- Akçabağlar, Kilis
- Akıncı, Kilis
- Alatepe, Kilis
- Arpakesmez, Kilis
- Başmağara, Kilis
- Beşenli, Kilis
- Beşikkaya, Kilis
- Bozcayazı, Kilis
- Bulamaçlı, Kilis
- Büyükkonak, Kilis
- Ceritler, Kilis
- Çakkallıpınar, Kilis
- Çalkaya, Kilis
- Çerçili, Kilis
- Çörten, Kilis
- Çukuroba, Kilis
- Deliçay, Kilis
- Deliosman, Kilis
- Demirciler, Kilis
- Demirışık, Kilis
- Doğançay, Kilis
- Dölek, Kilis
- Duruca, Kilis
- Göktaş, Kilis
- Gözkaya, Kilis
- Gülbaba, Kilis
- Gümüşsuyu, Kilis
- Güneşli, Kilis
- Hıcıpoğlu, Kilis
- Hisar, Kilis
- İnanlı, Kilis
- Kapdeğirmeni, Kilis
- Karacaören, Kilis
- Karaçavuş, Kilis
- Karamelik, Kilis
- Kocabeyli, Kilis
- Kuskunkıran, Kilis
- Kuzuini, Kilis
- Küçükkonak, Kilis
- Küplüce, Kilis
- Güvenli, Kilis
- Mağaracık, Kilis
- Mısırcık, Kilis
- Narlıca, Kilis
- Saatli, Kilis
- Süngütepe, Kilis
- Tahtalı, Kilis
- Tanbıralı, Kilis
- Topdağı, Kilis
- Uzunlu, Kilis
- Yavuzlu, Kilis

## Elbeyli
- Elbeyli
- Akçağıl, Elbeyli
- Alahan, Elbeyli
- Aşağıbeylerbeyi, Elbeyli
- Beşiriye, Elbeyli
- Çangallı, Elbeyli
- Çıldıroba, Elbeyli
- Erikliyayla, Elbeyli
- Geçerli, Elbeyli
- Günece, Elbeyli
- Güvendik, Elbeyli
- Havuzluçam, Elbeyli
- Kalbursait, Elbeyli
- Karacurun, Elbeyli
- Karaçağıl, Elbeyli
- Kılcan, Elbeyli
- Mercanlı, Elbeyli
- Sağlıcak, Elbeyli
- Selmincik, Elbeyli
- Taşlıbakar, Elbeyli
- Turanlı, Elbeyli
- Uğurlar, Elbeyli
- Yağızköy, Elbeyli
- Yenideğirmen, Elbeyli

## Musabeyli
- Musabeyli
- Ağcakent, Musabeyli
- Aşağıbademli, Musabeyli
- Aşağıkalecik, Musabeyli
- Balıklı, Musabeyli
- Belentepe, Musabeyli
- Bozkaya, Musabeyli
- Çayıraltı, Musabeyli
- Çınarköy, Musabeyli
- Dorucak, Musabeyli
- Dutluca, Musabeyli
- Fericek, Musabeyli
- Fırlaklı, Musabeyli
- Geçitboyu, Musabeyli
- Gökmusa, Musabeyli
- Gözlüce, Musabeyli
- Gündeğer, Musabeyli
- Hacılar, Musabeyli
- Hasancalı, Musabeyli
- Haydarlar, Musabeyli
- Hüseyinoğlu, Musabeyli
- Karadut, Musabeyli
- Karbeyaz, Musabeyli
- Kayapınar, Musabeyli
- Kaynaklı, Musabeyli
- Kızılkent, Musabeyli
- Koçcağız, Musabeyli
- Kolpınar, Musabeyli
- Kozlubağ, Musabeyli
- Körahmethüyüğü, Musabeyli
- Kurtaran, Musabeyli
- Kürtüncü, Musabeyli
- Madenyolu, Musabeyli
- Sabanlı, Musabeyli
- Şenlikçe, Musabeyli
- Tahtalıkaradut, Musabeyli
- Tokaçgemriği, Musabeyli
- Topallar, Musabeyli
- Uğurtepe, Musabeyli
- Üçpınar, Musabeyli
- Yastıca, Musabeyli
- Yedigöz, Musabeyli
- Yeşiloba, Musabeyli
- Yukarıbademli, Musabeyli
- Yukarıkalecik, Musabeyli
- Yuvabaşı, Musabeyli
- Zeytinbağı, Musabeyli

## Polateli
- Polateli
- Bağarası, Polateli
- Beştaşoğlu, Polateli
- Belenözü, Polateli
- Dümbüllü, Polateli
- Eğlen, Polateli
- Karakıl, Polateli
- Kızılgöl, Polateli
- Ömercik, Polateli
- Ömeroğlu, Polateli
- Polatbey, Polateli
- Söğütlü, Polateli
- Taşlıalan, Polateli
- Ürünlü, Polateli
- Yeniyapan, Polateli
- Yeniyurt, Polateli
- Yılanca, Polateli